# Radiovittaria
Radiovittaria es un género de helechos con 9 especies descritas y  8 aceptadas, de la familia Pteridaceae. Es originaria de América.

## Taxonomía
Radiovittaria fue descrito por Nicaise Augustin Desvaux y publicado en Systematic Botany 22(3): 514–515. 1997[1998] La especie tipo es: Radiovittaria remota (Fée) E.H. Crane. 

## Especies
A continuación se brinda un listado de las especies del género Radiovittaria aceptadas hasta abril de 2012, ordenadas alfabéticamente. Para cada una se indica el nombre binomial seguido del autor, abreviado según las convenciones y usos:
- Radiovittaria gardneriana (Fée) E.H.Crane
- Radiovittaria latifolia (Benedict) E.H. Crane
- Radiovittaria minima (Baker) E.H. Crane
- Radiovittaria moritziana (Mett.) E.H. Crane
- Radiovittaria remota (Fée) E.H. Crane
- Radiovittaria ruiziana (Fée) E.H. Crane
- Radiovittaria stipitata (Kunze) E.H. Crane
- Radiovittaria vittarioides (Desv.) S.Lindsay